# Kris Kross
Pour les articles homonymes, voir Chris Kelly (homonymie) et Kelly.
Kris Kross est un ancien groupe de hip-hop américain, originaire d'Atlanta, en Géorgie. Le duo, initialement formé par Chris « Mac Daddy » Kelly et Chris « Daddy Mac » Smith, est surtout connu pour son titre de 1992, Jump, classé à la première place du Billboard Hot 100 durant huit semaines. Kris Kross s'est également fait remarquer pour son style vestimentaire, à savoir celui de porter des vêtements à l'envers.

## Biographie
En 1990, les deux enfants originaires d'Atlanta, Chris Kelly et Chris Smith, alors âgés de 12 ans, sont découverts par Jermaine Dupri, dans un grand magasin de la ville. Ensemble avec Dupri, ils signent un contrat avec Ruffhouse Records, et enregistrent leur premier album, Totally Krossed Out. Entièrement produit par Dupri, Totally Krossed Out est commercialisé le 19 mars 1992 et vendu à quatre millions d'exemplaires aux États-Unis. Le CD comprend le titre Jump qui atteint la première place du Billboard Hot 100 pendant huit semaines à partir du 25 avril 1992.
En 1992, le duo fait partie du Dangerous World Tour de Michael Jackson et fait également une courte apparition dans le clip du titre Jam de Jackson. Les clips de leurs propres albums connaissent également un fort succès. La vidéo de Jump, réalisée par Rich Murray, est classée à la première place des clips sur MTV et vendue à 100 000 exemplaires sous le format VHS ; la vidéo de leur album Warm It Up, également réalisée par Murray, est également récompensée. En complément, ils font aussi une apparition dans le clip de Run–D.M.C., Down with the King, et celui de TLC, Hat 2 Da Back. Ils apparaissent dans la série télévisée Campus Show et dans un épisode de l'émission In Living Color (en) du 29 mai 1992. Toujours en 1992, un jeu vidéo intitulé Kris Kross: Make My Video est commercialisé. Le jeu est adapté sur système Mega-CD et classé à la 18e place dans la liste des « 20 jeux les plus horribles de tous les temps ». En 1993, Kris Kross enregistre le Rugrats Rap de la série Les Razmoket diffusée sur Nickelodeon.
La dernière performance de Kris Kross s'effectue au Fox Theatre d'Atlanta au concert de So So Def Recordings en 2013.
Chris Kelly est retrouvé inconscient dans son domicile à Atlanta le 1er mai 2013, et déclaré mort aux alentours de 17 h heure locale à l'Atlanta Medical Center ; il était âgé de 34 ans,. Le 2 mai 2013, Dupri tweete « une lettre aux fans », dans laquelle il considère Kelly comme « le fils que je n'ai jamais eu. » Il félicite également Kelly pour son parcours d'artiste. De nombreux fans et autres artistes s'expriment publiquement quant à la mort de Kelly, certains d'entre eux citant Kris Kross comme leur inspiration, comme Ludacris, ou comme moyen d'atteindre une carrière musicale escomptée comme Kandi Burruss. Le 2 juillet 2013, une expertise médicale annonce que son décès est lié à une surdose médicamenteuse impliquant un mélange de cocaïne et héroïne.

## Discographie

### Albums studio
- 1992 : Totally Krossed Out
- 1993 : Da Bomb
- 1996 : Young, Rich and Dangerous

### Remixes
- 1996 : Best of Kris Kross Remixed '92 '94 '96

### Compilation
- 1998 : Gonna Make U Jump

### Singles
| Date                                                      | Single                   | Classement | Classement | Classement | Classement | Classement | Classement | Classement | Certifications   | Album                    |
| Date                                                      | Single                   | US         | US Rap     | US R&B     | US Dance   | AUS        | SWE        | UK         | Certifications   | Album                    |
| --------------------------------------------------------- | ------------------------ | ---------- | ---------- | ---------- | ---------- | ---------- | ---------- | ---------- | ---------------- | ------------------------ |
| 1992                                                      | Jump                     | 1          | 1          | 2          | 13         | 1          | 2          | 2          | - US: 2× platine | Totally Krossed Out      |
| 1992                                                      | Warm It Up               | 13         | 1          | 3          | 23         | 21         | 34         | 16         | - US: or         | Totally Krossed Out      |
| 1992                                                      | I Missed the Bus         | 63         | 17         | 29         | —          | —          | —          | 57         |                  | Totally Krossed Out      |
| 1992                                                      | It's a Shame             | —          | 11         | 55         | —          | —          | —          | 31         |                  | Totally Krossed Out      |
| 1993                                                      | Alright                  | 19         | 1          | 8          | 40         | —          | —          | 47         | - US: or         | Da Bomb                  |
| 1993                                                      | I'm Real                 | 84         | 8          | 45         | —          | —          | —          | —          |                  | Da Bomb                  |
| 1994                                                      | Da Bomb (avec Da Brat)   | —          | 25         | 74         | —          | —          | —          | —          |                  | Da Bomb                  |
| 1995                                                      | Tonite's tha Night       | 12         | 1          | 6          | —          | —          | —          | —          | - US: or         | Young, Rich, & Dangerous |
| 1996                                                      | Live and Die for Hip Hop | 72         | 11         | 36         | —          | —          | —          | —          |                  | Young, Rich, & Dangerous |
| « — » montre que le single n'est pas classé dans ce pays. |                          |            |            |            |            |            |            |            |                  |                          |

## Filmographie
- 1993 : Who's the Man? de Ted Demme